# Sfântu Gheorghe, Ialomița
Sfântu Gheorghe este satul de reședință al comunei cu același nume din județul Ialomița, Muntenia, România.

## Așezare
Localitatea Sfântu Gheorghe este situată în partea central-vestică a județului Ialomița, la o distanță de 22 de km. de orașul Urziceni și 40 de km. față de față municipiul Slobozia .

## Istoric
Prima mențiune se face la data de 22 august 1898 cînd se naște primul copil în cătunul Sfântu Gheorghe, aparținând de comuna Fundu Crasani, plasa Balta Ialomiței, județul Ialomița (interbelic).
Acest copil era o fetiță pe nume Maria, fiica lui Vasile, 34 ani și Rada Gheorghe, 20 ani. Numele satului Sfântu Gheorghe, vine de la terenul rezervat pentru construirea sa, ce aparținuse pană la exproprierea Eforiei, Spitalelor Civile "Sfântu Gheorghe" din București.
În anul 1893 încep să se construiască primele case. În primul an s-au construit 5 case Și apoi, an de an numarul lor a crescut ajungând la aproximativ 300. Școala a luat ființă în anul 1900 și a funcționat cu un singur post până în anul 1920. Din anul 1921 se construiește o clădire nouă și se înfiintează noi posturi, urmând să funcționeze în această formulă până în anul 1962. Din anul 1963, aici puteau fi urmate cele 8 clase elementare, ce deveniseră obligatorii.
În anul 1965 se construiește Caminul Cultural și magazinul universal, în 1973 dispensarul uman iar în 1974, dispensarul veterinar.

## Lăcaș de cult
- Biserica ortodoxă, construită în anul 1927

## Demografie
Evoluția numărului de locuitori de-a lungul timpului: 1988 locuitori în 1912, 2843 locuitori în 1941, 2676 locuitori în 1977, 2266 locuitori în 1992, 2076 locuitori în 1996.

## Căi de acces
Transporturile se fac pe DN2A, Urziceni - Constanța. Teritoriul satului este traversat de linia C.F.R. Urziceni - Slobozia.